# Jerome Kern
Jerome David Kern (ur. 27 stycznia 1885 w Nowym Jorku, zm. 11 listopada 1945 tamże) – amerykański kompozytor muzyki rozrywkowej  pochodzenia żydowskiego.
Pierwszych lekcji gry na fortepianie udzielała mu matka. W 1902 uczył się gry na fortepianie w New York College of Music, w 1903 studiował prywatnie teorię muzyki i kompozycję w Heidelbergu. W latach 1904–11 pracował w Nowym Jorku jako song-plugger (popularyzator piosenek). 
W 1911 debiutował jako współautor muzyki do komedii La belle Parée. W 1927 zyskał międzynarodową sławę po wystawieniu na Broadwayu musicalu Show Boat (Statek komediantów). Od 1931 współpracował także z wytwórniami płytowymi. Od 1939 poświęcił się wyłącznie komponowaniu muzyki filmowej. Skomponował muzykę do 37 musicali. Za piosenki "The Way You Look Tonight" (1936) i "The Last Time I Saw Paris" (1941) otrzymał Oscary.

## Wybrane musicale
- La belle Parée (1911)
- The Red Petticoat (1912)
- Nobody Home (1915)
- Very Good Eddie (1915)
- Love o’Mike (1917)
- Leave It to Jane (1917)
- Oh, Lady!, Lady! (1918)
- Head Over Heels (1918)
- Rock-a-Bye Baby (1919)
- She’s a Good Fellow (1919)
- The Night Boat (1920)
- Sally (1920)
- Good Morning, Dearie (1921)
- The Cabaret Girl (1922)
- The Beauty Prize (1923)
- Stepping Stones (1923)
- Sunny (1925)
- Criss Cross (1926)
- Show Boat (1927)
- Sweet Adeline (1929)
- The Cat and the Fiddle (1933)
- Music in the Air (1932)
- Roberta (1933)
- Very Warm for May (1939)

## Wybrane standardy
- A Fine Romance (1936)
- All the Things You Are (1932)
- I’ve Told Ev’ry Little Star (1932)
- Long Ago (and Far Away) (1944)
- Ol’Man River (1927)
- Smoke Get in Your Eyes (1933)
- The Last Time I Saw Paris (1941)
- The Way You Look Tonight (1936)
- Yesterdays (1933)